# De Appels en Peren Show
De Appels en Peren Show is een Nederlandse podcast waarin Reinier Ladan en Wietse Hage spreken over technologie, gadgets, media en hoe die dingen de wereld kunnen veranderen. Het format is meestal hetzelfde, Reinier belt Wietse op via Skype, het gesprek begint en ze hebben geen gasten die meepraten.
De eerste aflevering van de Appels en Perenshow is uitgebracht op 6 september 2011. Op 12 februari 2015 gaf Alexander Klöpping landelijke bekendheid aan de podcast in De Wereld Draait Door. De show verschijnt tegenwoordig op zeer onregelmatige basis. Het logo en cover artwork van de podcast is ontworpen door Nozzman. De introjingle is gemaakt door Emil Korngold, bekend als Clublime.

## Speciale afleveringen
- Aflevering 24b: Dit mag geen aflevering heten, Wietse is ziek...
  - Aflevering 24 is de kortste aflevering van de Appels en Peren Show en de enige zonder Wietse, want die was ziek. In de beginperiode van de Appels en Peren Show werd er nog elke week een show uitgebracht, en daarom maakte Reinier alsnog een korte aflevering om die frequentie vol te houden.
- Aflevering 70: De aflevering die je wist dat zou komen die niet kwam over WWDC 2013
  - Tijdens de opnames van aflevering 70 ging tot drie keer iets mis. Reinier en Wietse hadden een podcast opgenomen van een uur en een kwartier. Na die opname bleek dat enkel de stem van Reinier opgenomen was en niet die van Wietse. Om toch een aflevering te kunnen publiceren namen ze vervolgens een korte samenvatting op van de verloren gegane aflevering. Maar ook die aflevering is ook niet correct opgenomen. De uiteindelijke aflevering die uitgebracht is als aflevering 70 is een heel korte samenvatting van de originele aflevering en is de op aflevering 24b na kortste aflevering ooit.
- Aflevering 100: Het aluhoedje van Angela Merkel in je replicator[3]
  - Ter gelegenheid van de 100ste aflevering zaten Wietse en Reinier voor de verandering naast elkaar. Op 3 januari 2015 werd deze aflevering door middel van Google Hangouts live uitgezonden.
- Aflevering 108
  - Na afloop van de opname kwamen Reinier en Wietse er achter dat ze niet tevreden waren over de inhoud van de aflevering. Daarom hebben ze besloten de aflevering niet uit te brengen. Deze aflevering is op een benefietavond voor de Möngoliereis van Wietse geveild aan de hoogste bieder.
- Aflevering 120: Live jij gozer met je grote Shezhen Kinect[4]
  - Deze aflevering werd in december 2015 opgenomen met livepubliek in de studio van One More Thing in de bibliotheek van Rotterdam en werd later als reguliere aflevering beschikbaar gesteld.
- Aflevering 130: Exocortex 51 Is Niet Een Paradoxale Orange Face Grap[5]
  - De langste Appels en Peren Show aflevering tot nu toe. Meer dan 2 uur praatte Wietse en Reinier over de verkiezingen in de VS waar Trump is verkozen tot president en wat voor een gevolgen dat heeft op de maatschappij en de wereld. Het gesprek ging halverwege over in een discussie over hoe de maatschappij te veranderen is en wat technologie voor een rol daarin speelt.

## Live met Peren[6]
Op 10 januari 2014 was er een live-evenement van De Appels en Peren Show in Mangrove in Rotterdam. Het is geen reguliere aflevering maar Reinier en Wietse geven beide een presentatie over een aantal onderwerpen. Er werden kaarten weggegeven om daarbij aanwezig te zijn. Er zijn video-opnames gemaakt van het evenement.

## Afsluiting
- Reinier eindigt de Appels en Peren Show meestal met zijn standaard afsluittekst of een lichte variatie daarop. "Dit was aflevering # van de Appels en Peren Show, wil je meer weten over de Appels en Peren Show, kijk dan op www.appelsenperenshow.nl. Wij bedanken Nozzman voor het coverartwork, Clublime voor de introjingle en Soundcloud voor het uitserveren van de aflevering."